# Phacellodomus
Phacellodomus is een geslacht van zangvogels uit de familie van de ovenvogels (Furnariidae). De wetenschappelijke naam van het geslacht werd in 1853 voorgesteld door Heinrich Gottlieb Ludwig Reichenbach.

## Soorten
Het geslacht omvat de volgende soorten:
- Phacellodomus dorsalis – Roodrugstekelkruin
- Phacellodomus erythrophthalmus – Roodoogstekelkruin
- Phacellodomus ferrugineigula – Oranjeborststekelkruin
- Phacellodomus inornatus – Noordelijke stekelkruin
- Phacellodomus maculipectus – Vlekborststekelkruin
- Phacellodomus ruber – Grote stekelkruin
- Phacellodomus rufifrons – Roodkapstekelkruin
- Phacellodomus sibilatrix – Kleine stekelkruin
- Phacellodomus striaticeps – Schubkopstekelkruin
- Phacellodomus striaticollis – Spikkelborststekelkruin